# Ducové
Ducové (allemand : Dutzau , hongrois : Ducó) est un village de Slovaquie situé dans la région de Trnava.

## Histoire
Première mention écrite du village en 1353.

## Démographie

### Évolution de la population
| Année:               | 1994. | 2004.   | 2014.    | 2024.    |
| -------------------- | ----- | ------- | -------- | -------- |
| Nombre de personnes: | 334   | 357     | 416      | 482      |
| Différence:          |       | +6,88 % | +16,52 % | +15,86 % |

| Année:               | 2023. | 2024.   |
| -------------------- | ----- | ------- |
| Nombre de personnes: | 476   | 482     |
| Différence:          |       | +1,26 % |